# La Garrigue-Haute
Ancienne commune française de l'Aveyron, la commune de La Garrigue-Haute a été supprimée en 1833. Son territoire a été partagé entre les communes de Campouriez, de Montézic et de Saint-Amans.

## Toponymie
En gaulois garric désignait le chêne kermès; le mot subsiste en occitan (une garrigue est une chênaie dans le sud-ouest).